# HD129723
HD129723 — хімічно пекулярна зоря спектрального класу A3, що має видиму зоряну величину в смузі V приблизно  6,5.
Вона  розташована на відстані близько 209,9 світлових років від Сонця.